# 陳以晉案
陳以晉案，又稱岳義士案（HKSAR v Chan Yi Chun HCMA 251/2020），是香港2019年反送中運動期間的一單案件。當時身穿「岳」大字T恤的19歲學生陳以晉，为帮三名抗爭者逃脱而向警察襲擊，最後被警察拘捕。

## 事發經過

### 案情

「岳義士」陳以晉襲擊防暴警員5327馬智聖前的一刻。左下方紅衣蹲下者為當時已被警員制服的另外3名抗爭者之一，3人後因陳以晉的突襲行動而成功逃去。

2019年9月15日，一批防暴警察追捕一批示威者追捕至北角七海商業中心外的停車場。三名示威者被防暴警制服蹲在兩輛輕型貨車的中間。當看守三名市民的防暴警員5327馬智聖四周察看環境時，他身旁身穿「岳」大字灰色T恤的19歲少年陳以晉，取出一支自拍棍向馬智聖偷襲，警員馬智聖隨即取出警棍自衛。三名蹲在地上的市民立即趁機逃走並成功逃去，陳以晉試圖逃走而被數名防暴警察尾隨追趕，終於在幾個街口外陳以晉被追上並被警員撲倒在地拘捕。由於陳以晉身穿「岳」字上衣，香港黄營一般稱呼其為岳義士。

### 判刑
2020年6月30日，陳以晉在東區裁判法院判處承認襲擊警員5327馬智聖及管有攻擊性武器，但否認抗拒在正當執行職務的警員17678。最後包括襲警及藏有攻擊性武器等三項罪名成立，陳以晉被判處監禁10個月。
2020年12月18日，高等法院經考慮後，駁回其就拒捕罪的定罪申請，要繼續在監獄服刑，並在同年12月31日將刑滿出獄。法官張慧玲認為裁定其拒捕罪成沒有不穩妥之處，駁回上訴，維持原判。。

## 相關事件

### 入獄前的托負
陳以晉在入獄前曾接受立場新聞專訪。對於入獄，他的回應是以親筆字勉勵香港人：
|                                        | 毋忘初心 |
| ——陳以晉入獄前用以勉勵香港人的最後說話 |          |

### 出版《 自 由 山 岳》攝影集
陳以晉熱愛爬山，陳以晉被檢控期間，出版了環繞香港和外國攀山運動的攝影集《 自 由 山 岳》，並在上訴期間上庭時在囚車內向記者們展示《 自 由 山 岳》的封面及字樣。

### 被警方追討15萬港幣受傷警員補償金[15]
陳以晉於2023年1月27日發文指「被警毆打致頭破血流，反被警方追索賠償」，表示收到了政府信件，要求在2022年12月5日或之前繳付15萬補償金。

信中指，陳以晉在2019年9月15日於北角英皇道七海商業中心外，襲擊執行職務的督察馬智聖，該警員因遭到襲擊而受傷，並放取78天有薪病假，警務處處長向該警員支付了僱員補償金合共港幣155,850元。故律政司代警務處向陳以晉追討該整筆「僱員補償金」。

## 外部連結
- 陳以晉協助三名抗爭者逃走而襲擊警員的片段（页面存档备份，存于）